# Ribeiro Magalhães
Francisco das Chagas Ribeiro Magalhães (Piracuruca, 24 de outubro de 1925 – São Paulo, 23 de dezembro de 1987) foi um advogado, jornalista, professor universitário e político brasileiro, que exerceu seis mandatos de deputado estadual pelo Piauí

## Dados biográficos
Filho de José Firmino Magalhães e Maria Ribeiro Magalhães. Advogado formado pela Faculdade Federal de Direito do Piauí, tornou-se professor de Direito da mesma quando da criação da Universidade Federal do Piauí. Lecionou também latim e Português em escolas secundaristas da cidade de Parnaíba.
Tesoureiro do Instituto de Aposentadorias e Pensões dos Industriários (IAPI) e procurador do atual Instituto Nacional do Seguro Social (INSS). Na política, teve uma passagem pela UDN, mas foi pelo PDC que figurou como primeiro suplente de deputado estadual em 1962, sendo efetivado em 14 de maio de 1964, dias após a cassação de Celso Barros pelo Regime Militar de 1964. Reeleito pela ARENA em 1966, 1970, 1974, 1978, foi líder do governo Helvídio Nunes e do primeiro governo Alberto Silva, servindo também a este último como secretário de Governo.
Primeiro vice-presidente da Assembleia Legislativa do Piauí na gestão do vice-governador Sebastião Leal, Ingressou no PP e depois no PMDB, conquistando seu último mandato em 1982. Morreu vítima de infecção generalizada, no Instituto do Coração do Hospital das Clínicas, em São Paulo, onde fazia tratamento médico.